# Jacques Stosskopf
Pour les articles homonymes, voir Jacques Stosskopf (pétrolier-ravitailleur).
Jacques Camille Louis Stosskopf, né dans le 10e arrondissement de Paris le 27 novembre 1898 et mort exécuté le 1er septembre 1944 au camp de concentration de Natzweiler-Struthof, est un ingénieur général du génie maritime français, membre de la résistance française et héros de la Seconde Guerre mondiale.
Marié le 1er juin 1931, à Schiltigheim, avec Marianne Thérèse Joséphine Hemmerlé, il est père de deux enfants.

## Militaire de carrière
Parisien de naissance, Jacques Stosskopf est d'origine alsacienne et parle couramment l'allemand. Pendant ses études au collège Rollin à Paris, en math sup, il est mobilisé le 16 avril 1917 comme aspirant au 22e régiment d'artillerie. Il est décoré de la croix de guerre et est démobilisé avec le grade de sous-lieutenant le 20 octobre 1919.
Admis à l'École polytechnique en octobre 1920, il sort 23e de sa promotion en 1922. Il devient ingénieur du génie maritime en 1924 à l'arsenal de Cherbourg. Il est ingénieur principal en 1929, puis nommé chevalier de la Légion d'honneur l'année suivante le 9 juillet 1930. En 1936, il prend la direction de la circonscription de Nantes au Service de la surveillance. Ingénieur en chef de 2e classe en 1937, il est promu officier de la Légion d'honneur le 1er janvier 1939. Il est nommé en octobre 1939 chef de la section des constructions neuves à l'arsenal de Lorient et promu ingénieur en chef de 1re classe.

## Héros de la Résistance

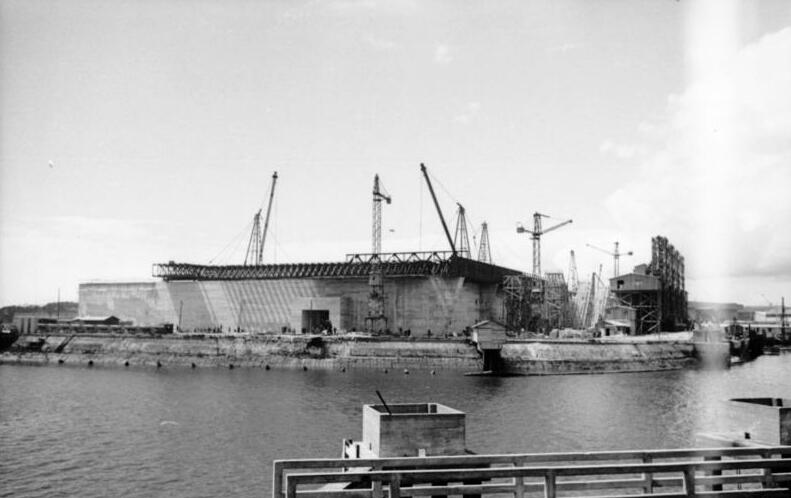
La base sous-marine de Lorient en construction, en 1942.

### À Lorient: le contexte de la débâcle
Lors de la prise de Lorient après de brefs combats, le 21 juin 1940, face aux troupes du IIIe Reich, l'amiral Hervé de Penfentenyo, préfet maritime, fait détruire les installations portuaires et évacuer les bâtiments militaires vers Casablanca. À l'arrivée de l'amiral Dönitz, dans les jours suivants, ce dernier engage la validation du site comme premier port opérationnel français des sous-marins allemands : les U-Boote. Ses nombreux atouts et le peu de réparations à mettre en œuvre finissent de convaincre le commandant en chef de la Kriegsmarine, Erich Raeder, le 26 juin 1940. Le 28 juin, l'état-major des U-Boote y installe son quartier général. La caserne du Péristyle « Saltzwedel Kaserne » est réquisitionnée, et la construction de trois bunkers est commandée au ministre du Reich pour l'Armement et les munitions Fritz Todt sur la pointe de Kernével afin d'installer le « Département des Opérations ». Si les fonctionnaires et manœuvres français demeurent à postes afin de poursuivre l'entretien des installations portuaires et des navires encore en service, ils voient très vite arriver les ouvriers du chantier naval de guerre « Kriegsmarinewerft Wilhelmshaven » chargés du ravitaillement des premiers U-Boote. Une fois débarrassé des mines magnétiques, le port est déclaré ouvert le 6 juillet 1940 et accueille le U-30 type VII du Kapitänleutnant Fritz-Julius Lemp et la 2e Unterseebootsflottille (puis la 10e en mars 1942). Le 2 août, le service de réparation des U-Boote est opérationnel à la base sous-marine de Lorient.

### L'abri des loups
Face aux premiers bombardements britanniques les 22 et 23 août 1940, Dönitz s'inquiète de la vulnérabilité des U-Boote lors des sorties en mer et de leur entretien. Les contacts avec l'Occupant ne sont pas simples d'autant plus qu'aucun ouvrier français ne travaille sous les ordres directs des Allemands. Mis à contribution de par son origine alsacienne, Jacques Stosskopf se contente de transmettre les observations et les directives allemandes entre le sous-directeur Jacques Théry ou l'ingénieur général Antoine. Le 26 septembre 1940 arrive le U-47 à l'emblème du « Taureau fumant » dit taureau de Scapa Flow du commandant Günther Prien de retour de sa 7e mission. Günther Prien, décoré par le Führer en personne, est reçu avec tous les honneurs et loge le soir même à l'hôtel Beauséjour sur la place Alsace-Lorraine à Lorient. Le 16 octobre 1940, Dönitz s'installe dans l'une des trois villas du quartier de Kernével à Larmor-Plage, Margaret, Kerozen et Kerlilon surnommée « le Château des Sardines ». Dès lors, il pousse Fritz Todt à étudier et à renforcer les défenses des installations militaires de Lorient.
Concomitamment, la Résistance se développe aussi dans le chantier naval. Les relevés géologiques demandés par les Allemands sont truqués pour ralentir les travaux. Insensiblement, Jacques Stosskopf gagne la confiance de l'Occupant, par sa rigueur, son attitude autoritaire envers les ouvriers français de l'arsenal, sa présence parmi les effectifs du port. Avec l'accord de l'amirauté et du Führer, le 26 décembre 1940, les travaux commencent au mois de janvier 1941, sous le contrôle de l'ingénieur en chef Triebel (Heligoland) et réclament 15 000 manœuvres au sein de l'Organisation Todt.

### Le passage à la Résistance
Pour sa part, dès janvier 1941, le gouvernement de Vichy met en place des réunions entre ingénieurs pour faire le point de la situation en zone occupée. Placées sous l'autorité de l'ingénieur général Chevalier, ces rencontres poussent Jacques Stosskopf à se rendre à Vichy une fois par mois dans le cadre de ses fonctions. Il y côtoie de manière informelle le capitaine de corvette Henri Trautmann, chef de secteur Nord du 2e Bureau de la Marine. Lorsque ce dernier monte un réseau d'agents en zone occupée, il pense à Stosskopf. Chemin faisant, en avril 1941, l'ingénieur réunit un groupe d'informateurs discrets, et livre des informations de mémoire, jamais par écrit, tous les mois à son retour à Vichy. Puis à partir de juillet 1941, il rend compte au commandant Ferran du 2e bureau. La secrétaire Jeanne Libraire, les ingénieurs Castel, Giraud, Labbens et Perrais, le grutier Marcel Mellac notent toutes sortes d'informations jour après jour. Les marques et écussons des kiosques des U-Boote, les fanions, les sorties et les retours de missions, les bons de commande adressés à l'arsenal français, les sacs de linge déposés en blanchisserie avec les noms des soldats, rien n'échappe à l'équipe de Jacques Stosskopf.

### Le double-jeu
En fin de compte, la réputation de collaborateur zélé qui est imputée à Stosskopf par les Lorientais constitue une excellente couverture pour le double jeu mené par l'ingénieur.
Le 23 septembre 1942, il devient sous-directeur aux côtés de l'ingénieur général Renvoisé. Les exigences allemandes pèsent de plus en plus sur le régime de Vichy. Le 24 octobre 1942, Jacques Stosskopf accompagne un convoi d'ouvriers de l'arsenal à travers les rues de Lorient, ouvriers désignés pour travailler aux chantiers de la société allemande de construction navale et mécanique (Deschimag) à Wesermünde. Il a réussi à négocier le départ de 246 ouvriers sur 498 exigés par les autorités allemandes. Il se fait copieusement huer par les Lorientais car aucun d'entre eux n'est volontaire. Faisant fi de tout cela, Stosskopf poursuit son activité d'observateur de la construction de la base d'U-Boote de Keroman et espionne les activités de la Kriegsmarine grâce à son accès privilégié aux installations secrètes allemandes, les allées et venues des U-Boote et leur présence à Lorient, alors que les services secrets britanniques les pensaient disparus. Selon l'historien Sönke Neitzel, 5 780 Français travaillent sur le chantier parmi 3 178 Allemands et 1 467 Néerlandais.

### Au sein du réseau Alliance
Après l'invasion de la Zone Libre, le 11 novembre 1942, Jacques Stosskopf rejoint le réseau Alliance probablement par l'intermédiaire du général Raynal, chef de secteur « Asile », au sein même du réseau Alliance à Vichy. Il lui fait prendre contact avec le chef de secteur du sous-réseau marine Sea-Star, le fonctionnaire de marine Joël Lemoigne alias « Triton », de la section d'études économiques (SEE).
Ses renseignements d'une grande importance tactique sont transmis à Londres. Ainsi les Britanniques découvrent que les U-Boote sont équipés de matériels leur permettant de naviguer dans les mers chaudes, ou utilisent des  peintures et revêtements spéciaux. Les Alliés sont informés de la réception de tungstène, de caoutchouc et de quinine par l'intermédiaire de sous-marins de la marine impériale japonaise. Stosskopf, qui travaille directement pour Sea-Star à partir de février 1943, rédige le plan détaillé complet de la base de Lorient, qui est transmis aux Alliés.

## Fin tragique

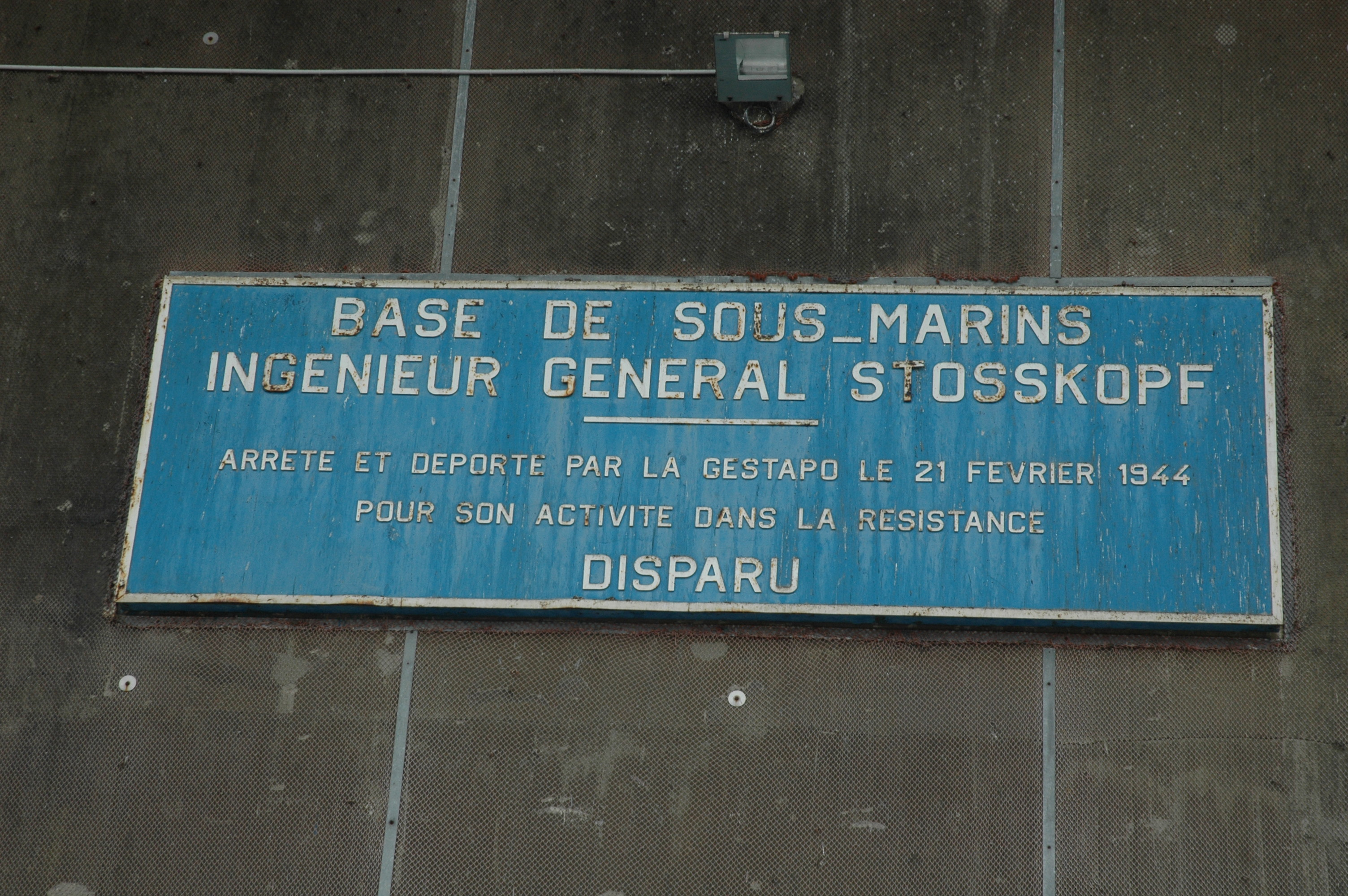
Plaque commémorative apposée en 1946 sur un des murs de la base sous-marine de Lorient en l'honneur de Jacques Stosskopf.

Le 30 janvier 1943, Dönitz qui remplace Raeder est promu Großadmiral. Les U-Boote connaissent une mauvaise passe : nombre d'entre eux sont coulés. Au 16 février 1943, le STO mobilise 22 285 travailleurs à Lorient et dans ses environs afin de construire conjointement le mur de l'Atlantique et la base navale des sous-marins, les deux tiers d'entre-eux étant monopolisés à Kéroman. Les bombardements alliés sur le secteur du 14 janvier au 5 mai 1943 causent de graves dégâts aux infrastructures et détruisent en grande partie la ville de Lorient. Jacques Stosskopf est contraint de quitter la ville pour habiter à Quimper avec sa famille. Il y emporte chaque soir les renseignements recueillis dans la journée. La sœur de sa secrétaire-interprète Claire Libraire-Schneider, mademoiselle Frédérique Schneider, elle-même interprète à la Feldkommandantur de Quimper, lui communique également des informations.

### Le tournant
L'infiltration de l'agent double Jean-Paul Lien dans le réseau Alliance conduit à de nombreuses arrestations dans le territoire national, à partir du 16 septembre 1943, à commencer par le chef du réseau Léon Faye ; le 24 septembre 1943, c'est à Lucien Poulard alias « Mathurin » de tomber, à Paris, entraînant bientôt la chute du secteur de la Bretagne dont il est le responsable.
Selon Roger Leroux, un premier avertissement est donné à Jacques Stosskopf. À l'issue d'une conférence du commandement allemand de l'arsenal, le lieutenant de vaisseau Bernardi informe l'interprète, le lieutenant Pauchard, que Stosskopf ne fait plus l'affaire ; que les ouvriers placés sous ses ordres ne travaillent pas et qu'il prend leur défense ; que les ingénieurs allemands se plaignent de lui et qu'il est temps de le remplacer. Pauchard avertit sa hiérarchie. Informé par l'ingénieur mécanicien Louis Le Puth des soupçons qui pèsent sur lui, Stosskopf ne renonce pas pour autant à jouer son rôle d'infiltré.

### L'arrestation
Stosskopf est arrêté le 21 février 1944 par deux policiers du SD de Vannes sur ordre de la SIPO-SD de Rennes. L'ingénieur Perrais qui habite Quimper se rend à son domicile et détruit toute trace compromettante avant une éventuelle perquisition. Si son départ pour l'Allemagne est généralement interprété par les Lorientais comme une promotion avec d'importantes responsabilités, en remerciement de sa collaboration, la réalité est tout autre. Le 20 mai 1944, il est transféré à Strasbourg et interné au block 10, du camp de Schirmeck, en Alsace. Mis en accusation avec les autres membres du réseau arrêtés en septembre, il est déporté au camp de concentration de Natzweiler-Struthof (en Alsace alors annexée au Troisième Reich). Il est exécuté le 1er septembre 1944, sur ordre du SS-Obersturmführer Julius Gehrum de l'AST III de Strasbourg, avant l'arrivée des Alliés.

## Distinctions
- Commandeur de la Légion d'honneur (à titre posthume le 25 octobre 1945)[25]
- Croix de guerre 1914-1918
- Médaille de la Résistance française (31 mars 1947)[26]

## Reconnaissance et honneurs posthumes
Jacques Stosskopf est nommé ingénieur général du génie maritime et promu commandeur de la Légion d'honneur à titre posthume en 1945. La Marine a donné son nom en 1946 à la base sous-marine de Lorient utilisée militairement jusqu'en 1997.
La promotion 2010 des élèves militaires de l'ENSIETA porte son nom.
Le deuxième des bâtiments ravitailleurs de forces de la Marine nationale, mis à l'eau en septembre 2024, porte son nom.
Dix-huit actions sont officiellement recensées et attribuées à l'ingénieur en chef Jacques Stosskopf de décembre 1940 à janvier 1944